# 基耶夫兰
基耶夫兰（法語：Quiévrain，法語發音：[kjevʁɛ̃] ⓘ）是比利时瓦隆大区埃諾省蒙斯區的一个市镇，西面与法国接壤，通行法语，是比利时法语社群的一部分，面积21.22平方千米，人口6,759人（2018年1月1日）。